# Freshcakes
Freshcakes is het debuutalbum van de Nederlandse indiepopband Banji. Het album werd op 14 oktober 2022 uitgebracht onder het label PIAS Recordings. Het album werd gemixt en gemasterd door Mucky.

## Tracklist
| Nr.          | Titel           | Duur  |
| ------------ | --------------- | ----- |
| 1.           | "Freshcakes"    | 1:20  |
| 2.           | "Cornflakes"    | 4:02  |
| 3.           | "Chills"        | 3:31  |
| 4.           | "Listen"        | 3:37  |
| 5.           | "Dogbreath"     | 3:57  |
| 6.           | "Tired"         | 3:29  |
| 7.           | "TalkieWalkie"  | 2:48  |
| 8.           | "Hothead"       | 2:21  |
| 9.           | "Lazy"          | 3:28  |
| 10.          | "Loudmouth"     | 4:05  |
| 11.          | "Waiting For U" | 3:40  |
| 12.          | "Chatterbox"    | 2:23  |
| 13.          | "Maybe"         | 4:33  |
| Totale duur: | Totale duur:    | 42:18 |

## Bezetting
- Morris Brandt - zang, gitaar
- Gilles de Wees - multi-instrumentalist
- Jasper Meurs - drums
- Twan de Roo - toetsen